# Giovanni Battista Zuccato
Giovanni Battista Zuccato (1543 - 14 de abril de 1618) foi um prelado católico romano que serviu como bispo de Nusco (1607–1614).

## Biografia
No dia 19 de novembro de 1607, Giovanni Battista Zuccato foi nomeado pelo Papa Paulo V como Bispo de Nusco. Serviu como Bispo de Nusco até à sua renúncia em 1614. Zuccato faleceu quatro anos mais tarde, a 14 de abril de 1618.